# Андриевица (община)
Община Андриевица се намира в областта Санджак, в североизточната част на Черна Гора с площ 283 km² и население 5785 души (2003). Административен център е град Андриевица.

## Население
Населението на общината през 2003 година е 5785 души.
| Етнически групи | Население | Процент |
| --------------- | --------- | ------- |
| сърби           | 4027      | 69,61%  |
| черногорци      | 1454      | 25,13%  |
| Общо            | 5785      | 100%    |